# マツカワ
マツカワ（松皮・松川、学名：Verasper moseri）は、カレイ目・カレイ科に分類される魚の一種。別名「タカノハガレイ」、「ヤマブシガレイ」、「ムギガレイ」、「シロマツカワ」、「キマツカワ」など。

## 分布
茨城県沖、若狭湾以北、北日本海、南オホーツク海、太平洋に分布する。

## 特徴
体長は60 - 80 cmに達する大型種。背びれ、しりびれ、尾びれには黒色の横帯がある（近縁種のホシガレイには黒色の斑紋がある）。背びれは76-87軟条、しりびれは53-68軟条。マツカワという名前は、松の皮に皮膚の模様が似ている（松の皮のようにざらざらとしている）ことにちなむ。
産卵期は11月から4月にかけてとなる。
肉食性で、甲殻類、ゴカイ類、貝類などを捕食する。

## 人間との関係
希少価値が高く、歯ごたえのある上質な肉質から「カレイの王様」、「幻のカレイ」の異名を持つ。北海道の日高・胆振・渡島管内の沖合で獲れた35センチメートル以上の個体は「王鰈」のブランド名で流通する。通年でカレイの刺し網漁が行われる苫小牧市沖では、10月から12月がマツカワの旬で、11月がマツカワの水揚げの最盛期となる。
希少種であり、養殖や種苗放流なども行われている。稚魚の放流が漁獲量の安定に結び付いている、日本では希少な魚種である。北海道では1980年代に漁獲量が年間1 tを割り込むまで落ち込んだことから、2006年にマツカワの養殖と放流に着手し、2008年以降は年間100 t以上の漁獲を維持している。また、道の漁師は、売り上げの一部を稚魚の育成のために基金としている。青森県ではニジマスに次ぐ養殖魚として普及に努め、青函トンネルからの湧水を使った養殖を行っている。
カレイ類は煮付けにするのが一般的であるが、マツカワは濃厚な旨味を有することから、刺身やカルパッチョにして食すことも多い。創作料理としては、西京漬けや塩麹漬けなどが考案されている。